# Mahayana
Mahāyāna (Sanskriet: महायान mahāyāna, mahā, groot, yāna, voertuig of weg, of bodhisattvayana) is een van de hoofdstromingen in het boeddhisme. Als duidelijk onderscheiden beweging, nam het mahayana volgens onderzoekers een aanvang rond de eerste eeuw na Chr. in het noordwesten van India. Zij schatten dat de beweging een formatieve periode heeft gekend van zo'n vier eeuwen alvorens het in de tweede eeuw in een hoogontwikkelde vorm naar China werd overgebracht. Centraal in de mahayana-ideologie is het idee van de Bodhisattva: niet alleen de Boeddha, maar ieder mens kan de staat van Verlichting bereiken.
Volgens Williams (1989) was de ontwikkeling van het mahayana een langzaam, geleidelijk proces. Het mahayana was geen rivaliserende "school" en derhalve ontstond ze niet ten gevolge van een schisma (sanghbheda). Mahayana- en niet-mahayanamonniken konden zonder onenigheid in hetzelfde klooster verblijven, zolang ze dezelfde kloosterregels navolgden. Volgens Ninian Smart (1989) ontstond het mahayana evenwel vanwege de spanning over de vraag of het individu dat zich met behulp van dhyana inspant om tot verlichting te komen, eigenlijk geen zelfzuchtige daad verricht. Met het ideaal van de Bodhisattva, die uit mededogen zijn eigen verlossing uitstelt totdat anderen ook zijn verlost, dacht men deze spanning te kunnen oplossen.
De mahayana noemt zichzelf "het grote voertuig" (Universele voertuig), en betitelt de andere hoofdstroming van het boeddhisme, de theravada als het "kleine voertuig" (hinayana. Deze term wordt door het theravada Boeddhisme echter als denigrerend ervaren.  Beide stromingen vormen samen het "Voertuig van de Boeddha" (buddhayana). Er is nog een derde stroming, het "Tantrische voertuig" (vajrayana), binnen de Tibetaanse traditie als het hoogste voertuig beschouwd; maar deze maakt deel uit van het Universele voertuig (mahayana). Een yana (voertuig) is een systeem, een filosofisch stelsel.
De Cittamatra en Madhyamaka zijn mahayana-scholen. Volgens Tenzin Gyatso (dalai lama) is de Madhyamaka-Prasangika de meest ontwikkelde school, 'met de meest volwaardige filosofische standpunten.'

## Geschiedenis

### Vroegst bekende geschriften
De vroegst bekende mahayanateksten zijn Chinese vertalingen door de Kushan-monnik Lokaksema in de Chinese hoofdstad Loyang, geschreven tussen 178 en 189.
Het werk van Lokaksema omvat de vertaling van de Pratyutpanna Soetra, waarin de eerste vermeldingen staan van de Boeddha Amitabha en zijn Zuiver Land, wat de oorsprong zou vormen van de Zuiver Land-boeddhismebeoefening in China en de oudst bekende vertaling van de Prajñāpāramitā Sūtra, een van de bronteksten van het Mahayana-boeddhisme.

### Vroegst bekende inscripties
De vroegste steen-inscripties met herkenbare mahayanateksten zijn gevonden op het Indiase subcontinent in Mathura en worden gedateerd rond het jaar 180. De overblijfselen van een Boeddhabeeld dragen de volgende Brahmi-inscriptie:
"Gemaakt in het jaar 28 van de regering van koning Huvishka, .... voor de Boeddha Amitabha" (Museum van Mathura).
Zulke inscripties zijn vrij laat en schaars (de daarop volgend bekende is gedateerd op het einde van de derde eeuw), als je ze vergelijkt met de veelheid aan mahayanageschriften die vanuit Centraal-Azië naar China gaan rond deze tijd, en de betrokkenheid van Centraal-Aziatische monniken. Dit suggereert dat de ontwikkeling van het mahayana waarschijnlijk voornamelijk plaatsvond in het noordwesten.

### Het vierde boeddhistische concilie
De formele opkomst van het mahāyāna-boeddhisme is bepaald op ongeveer het midden van de tweede eeuw n.Chr., toen de Kushaanse heerser Kanishka het vierde boeddhistische concilie in Gandhara bij elkaar riep, waar de formele breuk van het mahayanaboeddhisme met de traditionele Nikaya-scholen (hinayana) werd bevestigd.
Dit was tevens de tijd en plaats van rijke culturele interacties tussen het boeddhisme en de Hellenistische cultuur, die invloed uitoefende op de vroegste afbeeldingen van Boeddha's in wat bekendstaat als Grieks-boeddhistische kunst.

### Uitbreiding (eerste eeuw–tiende eeuw)
Vanaf de eerste eeuw na Christus, en binnen een paar eeuwen, zou het mahayana opbloeien en zich naar het Oosten verspreiden van India tot Zuidoost-Azië en naar het Noorden naar Centraal-Azië, China, Korea en culminerend met de introductie van het boeddhisme in Japan in 538 n.Chr.
Het mahayana verdween gedurende de elfde eeuw uit India en verloor toen vervolgens ook haar invloed in Zuidoost-Azië, terwijl het theravadaboeddhisme (uit Sri Lanka) in Zuidoost-Azië aan invloed won.
Het mahayana blijft echter tot op heden de grootste boeddhistische stroming in Oost-Azië.
Zie ook:
- Geschiedenis van het boeddhisme

## Doctrine
De weg van het mahāyāna beschrijft zichzelf op de volgende manier:
- universalisme, volgens welke ieder individu een 'Boeddha-natuur' is toebedeeld
- verlichte wijsheid, als de voornaamste focus voor realisatie
- compassie door dienstbaarheid
- verlossing, gesteund door een rijke kosmografie, inclusief hemelse rijken en krachten, met een spectrum aan Bodhisattva's, zowel menselijk als bijna goddelijk, die de beoefenaar kunnen bijstaan

"Filosofisch mahāyāna" neigt ernaar zich op de eerste drie kenmerken te richten, zonder veel belangstelling te tonen voor bovennatuurlijke constructies, terwijl "devotioneel mahayana" zich voornamelijk richt op verlossing naar andere spirituele dimensies.
De theravada-traditie van het boeddhisme wordt door het mahāyāna "Hinayāna" genoemd. In de leer van het theravada zijn de vier bovengenoemde aspecten ook belangrijke aspecten van de leer, welke echter soms op een iets andere manier uitgelegd worden.

### Universalisme
De naam mahāyāna betekent "grote yāna", dat wil zeggen het grote voertuig (in contrast met hinayāna, het "kleine voertuig"), waarmee universalisme of verlossing voor iedereen wordt aangeduid. Deze bekrachtiging is gevestigd in het geloof dat ieder individu een boeddha-natuur bezit en daarom een potentiële Boeddha is, die de volledige verlichting bodhi kan bereiken.
Verder is het doel van het mahayana-pad om een volledige verlichte Boeddha te worden en daarmee te proberen zo veel mogelijk andere levende wezens te helpen.
Dit wordt gesteld tegenover de theravadaleer die er traditioneel uitgaat dat voor de zoektocht naar nirwana (de bevrijding van de cyclus van wedergeboorte) een leven als monnik vereist is, evenals het opgeven van alle bezittingen en het losmaken van het leven en haar verlangens; een ideaal dat slechts bereikt kan worden door een selecte groep arhats. De moderne theravada-scholen richten zich echter ook op niet-monniken.
Verder is het primaire doel van de theravada om zelf de bevrijding te bereiken, en is de bevrijding van andere levende wezens niet per se een hoofddoel, de motivatie van de beoefening is dus duidelijk minder omvattend dan in de mahayana.

### Verlichte wijsheid
Volgens het mahayana richt het traditionele boeddhisme zich op een ascetische, individuele benadering om nirwana te bereiken: integratie van verlangens, terugtrekken uit de wereld en afzondering. Haar volgelingen streven ernaar om śrāvakas of pratyekabuddha's te worden, wat beide vormen zijn van Arhats (personen die de bevrijding van de kringloop van wedergeboorte hebben bereikt).
Bij het mahayana daarentegen, is het primaire doel bodhicitta: een geest van grote compassie verbonden met wijsheid (prajna) die leegheid realiseert. Met deze geest zal de beoefenaar het uiteindelijke doel van volledige verlichting of Boeddhaschap realiseren: een alwetende geest die volkomen vrij is van lijden en haar oorzaken. Iemand op de weg naar het boeddhaschap, een Bodhisattva, zet zich onophoudelijk in voor het welzijn van levende wezens. Zes deugden of perfecties (paramita's) kenmerken de Bodhisattva: grootmoedigheid, geduldigheid, meditatie, moraliteit, energie en wijsheid.
Veel filosofische scholen van het mahayanaboeddhisme zijn zich gaan richten op de leer van zelfloosheid en de leegte, het wezen van de verlichting en het nirwana zelf, van de Madhyamaka ("middenweg") tot de Yogacara ("yoga/meditatie-weg") tot de Zen.

### Compassie
Het andere wezenlijke concept van het mahayana is de compassie of karuna en wordt beschouwd als de onmisbare aanvulling voor de verlichte wijsheid. Compassie in het boeddhisme betekent het willen dat anderen vrij zijn van lijden. Deze wens gaat automatisch gepaard met het willen helpen van anderen. Compassie is in alle scholen van het boeddhisme belangrijk, maar wordt vooral in de Mahayana benadrukt. De Bodhisattva's zijn de grote schenkers van compassie, waarbij Avalokiteshvara onder hen een van de bekendste is. Sommige Bodhisattva's leggen een eed af waarbij ze beloven hun binnengaan in het nirwana uit te stellen totdat alle andere wezens ook zijn verlicht. Andere Bodhisattva's streven ernaar om juist eerst de alwetende staat van een Boeddha te bereiken om vervolgens met een emanatie van een Bodhisattva te helpen zodat anderen verlichting kunnen bereiken. Deze laatste methode wordt vooral beoefend in het Tibetaans boeddhisme.

### Verlossing
Het mahayana heeft een rijke kosmografie met allerlei bovennatuurlijke Boeddha's en Bodhisattva's die zich in zogenaamde Boeddhalanden of zuivere landen ophouden. Het concept van de Triniteit of trikaya, geeft steun aan deze constructies waardoor de Boeddha zelf tot een transcendente goddelijke figuur wordt.
Onder diverse condities, kunnen deze rijken door toegewijde volgelingen na hun dood worden bereikt, zodat ze na hun wedergeboorte onder de best mogelijke omstandigheden naar het Boeddhaschap kunnen streven. Afhankelijk van de sekte, kan deze verlossing naar het "paradijs" worden verkregen door geloof, autosuggestie of soms eenvoudigweg door het herhalen van de naam van de Boeddha. Deze benaderingswijze van de verlossing is de oorzaak geweest van de massale aantrekkingskracht van het devotionele boeddhisme, dat vooral vertegenwoordigd wordt door het Zuivere Land-boeddhisme.
De rijke kosmografie stelde de Mahayana ook in staat tamelijk syncretisch te zijn en andere geloven of godheden in zich op te nemen. Er zijn ook allerlei externe oorsprongen gesuggereerd om de opkomst van de Mahayana te verklaren, zoals de "populaire hindoe bhakti (devotie) stromingen en de Perzische en Grieks-Romeinse theologiën, die vanuit het noordwesten India binnen kwamen" .

### Prasangika
De Prasangika-school behoort tot de madhyamaka stroming van het mahayana.
'Behalve de Prasangika-school houden àlle Boeddhistische scholen het erop dat de bestaansvormen, in het kader van hun toewijzing, wel degelijk existeren. Daaruit zou volgen dat bestaansvormen autonoom bestaan, een onafhankelijke natuur bezitten en ' er zijn, helemaal op zichzelf '. Volgens de Prasangika bestaan de bestaansvormen niet objectief, niet 'inherent', externe factoren bepalen hun bestaan, ze zijn in hun aard afhankelijk en hebben een ledige natuur. Dat volgt uit de Prasangika-visie op het Niet-Zijn (Ledigheid). Het Niet-Zelf is 'de ledigheid van het bestaan van het Zelf. Het Niet-Zelf is de ware aard van de realiteit en de essentie van alle bestaansvormen. Daarom kan niet gezegd worden dat niets bestaat, zoals het nihilisme stelt.
'In het Universele Voertuig [mahayana] (..) overstijgt het Niet-Zelf de beperkte omgeving van het individu [hinayana of Individuele Voertuig], en heeft het betrekking op het volledige spectrum van het bestaan en op alle bestaansvormen. (..) het Universele Voertuig erkent het principe van het Niet-Zelf als een universeel principe. Zo beschouwd heeft de leerstelling van het Niet-Zelf (..) heel wat meer diepgang.'
'Het filosofische stelsel van de Prasangika bevat het kleinste aantal logische inconsistenties, de minste tegenspraken en het hoogste deugdelijkheidsgehalte van alle filosofische systemen.'

## Mahayanateksten
De mahayanatraditie onderscheidt zich van de Nikaya (soms aangeduid met hinayanascholen) door haar aanvaarding van de Mahayana sutras. De mahayanascholen wijzen de Nikaya sutras niet af, zoals de vastgelegde Pali canon, die ook in het Mahayana als gezaghebbend beschouwd wordt. Volgens de mahayanaleer dienen echter wel een deel van de Nikaya-sutras te worden geïnterpreteerd, vooral bijvoorbeeld de leringen over zelfloosheid (leegte) en de mogelijkheid voor alle voelende wezens om Boeddha te worden.
De specifieke mahayanageschriften werden waarschijnlijk rond de eerste eeuw op schrift gesteld. Sommige van die geschriften, zoals de Perfectie van Wijsheid soetra's worden gepresenteerd als echte voordrachten van de Boeddha die verborgen zouden zijn gebleven. Volgens sommige overleveringen zouden deze voordrachten via de mondelinge traditie zijn doorgegeven net als andere soetra's. Andere versies stellen dat ze verborgen werden gehouden en toen enkele eeuwen later via een mythische route weer konden worden onthuld. Naast de soetra's zijn sommige Mahayana-teksten feitelijk commentaren.
De oudste belangrijke, historisch erkende mahayanateksten zijn de soetra's van de Perfectie van wijsheid (Prajna-Paramitra), de Avatamsakasoetra, de Lotussoetra, de Vimalakirtisoetra en de Nirwanasoetra.
De mahayana-canon breidde zich verder uit nadat het boeddhisme werd overgebracht naar China, waar de bestaande teksten werden vertaald. Nieuwe teksten, zoals de Platform Sutra en de Sutra van de Perfecte Verlichting waren nadrukkelijk niet van Indiase oorsprong, maar werden in brede kring aanvaard als waardevolle geschriften met hun eigen verdiensten. Latere teksten zijn onder andere de Linji Lu, een commentaar van de Chan-meester Linju. Gedurende de ontwikkeling van het boeddhisme in Korea en Japan werden nog verdere belangrijke commentaren geschreven. In Korea waren dit bijvoorbeeld teksten van Jinul en in Japan werken zoals de Shobogenzo van Dogen.